# Ludwig Lankl
Ludwig Lankl (* 4. Juni 1956 in Wolfersreut) ist ein deutscher CSU-Politiker. Vom 1. Mai 2008 bis 30. April 2014 war er Landrat des Landkreises Freyung-Grafenau.

## Politische Laufbahn

### Öffentliche Ämter
Ludwig Lankl war von 1984 bis 1993 im Gemeinderat von Ringelai. 1993 bis 2008 war er Bürgermeister von Ringelai. Zwischen 1996 und 2008 saß er im Kreisrat des Landkreises Freyung-Grafenau. Von 2002 bis 2008 war er stellvertretender Landrat. Bei der Kommunalwahl am 2. März 2008 erreichte er mit 43,75 % mit knappen Vorsprung vor dem amtierenden Landrat Alexander Muthmann das beste Ergebnis der vier Bewerber. Bei der notwendigen Stichwahl am 16. März 2008 siegte er deutlich mit 59,4 % der Stimmen. 2014 bewarb er sich aus gesundheitlichen Gründen nicht mehr um die Wiederwahl zum Landrat und kandidierte erfolgreich bei der Kreistagswahl.

### Parteiämter
Von 2005 bis 2011 war Ludwig Lankl Parteivorsitzender der CSU in Freyung-Grafenau.

## Soziales Engagement
Ludwig Lankl ist Vorsitzender des Kreisverbandes der Lebenshilfe sowie der Dorf- und Betriebshelfer in Freyung-Grafenau. Er ist stellvertretender Vorsitzender des Fördervereins Gabreta, einem nachgebauten Keltischen Dorfes in seiner Heimatgemeinde. Daneben ist er als Schöffe am Landgericht Passau tätig. 2009 wurde er als Landrat traditionsgemäß zum Vorsitzenden des BRK-Kreisverbands Freyung-Grafenau gewählt und folgte seinem Vorgänger Alexander Muthmann nach.

## Privates
Ludwig Lankl ist verheiratet und Vater von vier Kindern.